# Daniela Carraro
Daniela Matarazzo Carraro (São Paulo, 25 de março de 1985) é uma atiradora esportiva olímpica brasileira. Representou o Brasil nos Jogos Olímpicos de Verão de 2016 na competição de skeet feminino do tiro. Daniela terminou a competição olímpica em 21º lugar.
Anteriormente, conquistou a medalha de ouro nos Jogos Sul-Americanos de 2014, em Santiago.  